# Liste der Biografien/Chaa
Liste der Biografien |
Portal Biografien |
Personensuche
# |
A |
B |
C |
D |
E |
F |
G |
H |
I |
J |
K |
L |
M |
N |
O |
P |
Q |
R |
S |
T |
U |
V |
W |
X |
Y |
Z |
?
 
Ca |
Cb |
Cc |
Ce |
Ch |
Ci |
Cj |
Ck |
Cl |
Cm |
Cn |
Co |
Cr |
Cs |
Ct |
Cu |
Cv |
Cw |
Cy |
Cz
 
Cha |
Chb |
Che |
Chh |
Chi |
Chk |
Chl |
Chm |
Chn |
Cho |
Chr |
Cht |
Chu |
Chv |
Chw |
Chy
 
Chaa |
Chab |
Chac |
Chad |
Chae |
Chaf |
Chag |
Chah |
Chai |
Chaj |
Chak |
Chal |
Cham |
Chan |
Chao |
Chap |
Chaq |
Char |
Chas |
Chat |
Chau |
Chav |
Chaw |
Chay |
Chaz
Die Liste der Biografien führt alle Personen auf, die in der deutschsprachigen Wikipedia einen Artikel haben. Dieses ist eine Teilliste mit 9 Einträgen von Personen, deren Namen mit den Buchstaben „Chaa“ beginnt.

## Chaa

### Chaab
- Chaabane, Abdelkader (* 1954), algerischer Radrennfahrer
- Chaabane, Hichem (* 1988), algerischer Radrennfahrer
- Chaâbi, Bouchra (* 1980), marokkanische Leichtathletin
- Chaabouni, Habiba Bouhamed, tunesische Ärztin und Wissenschaftlerin im Bereich der Humangenetik

### Chaal
- Chaâl, Farid (* 1994), algerischer Fußballtorhüter
- Chaalali, Ghailene (* 1994), tunesischer Fußballspieler

### Chaan
- Chaanchre Sobekhotep, altägyptischer König der 13. Dynastie

### Chaar
- Chaâri, Sarah (* 2005), belgische Taekwondoin

### Chaat
- Chaatpapob Usaphrom (* 1979), thailändischer Fußballspieler